# Charles William Wilson
Sir Charles William Wilson, född 14 mars 1836 i Liverpool, död 25 oktober 1905 i Tunbridge Wells, Kent, var en engelsk militär och topograf.
Wilson ingick 1855 vid kungliga ingenjörkåren (Royal Engineers) och avancerade där till överste (1883), under tiden utförande en mängd topografiska arbeten, bland annat kartläggning av Jerusalem och Sinaihalvön. Åren 1879-82 deltog han som generalkonsul i verkställandet av den engelsk-turkiska konventionen angående Mindre Asien. Han deltog sedermera i Sudanexpeditionen samt övertog, sedan Herbert Stewart blivit sårad (19 januari 1885), befälet över den till Charles George Gordons undsättning från Garnet Joseph Wolseleys huvudstyrka detacherade kolonnen, en marsch, som han skildrade i From Korti to Khartoum (1885; fjärde upplagan 1886). År 1885 adlades han och utnämndes 1886 till chef för topografiska kåren (Ordnance Survey), 1892 till direktör för det militära undervisningsväsendet samt blev 1894 generalmajor. Efter erhållet avsked 1898 företog han två gånger forskningsresor till Palestina. Resultatet av dessa sammanfattades i Golgatha and The Holy Sepulchre (1906).